# Griersons räd

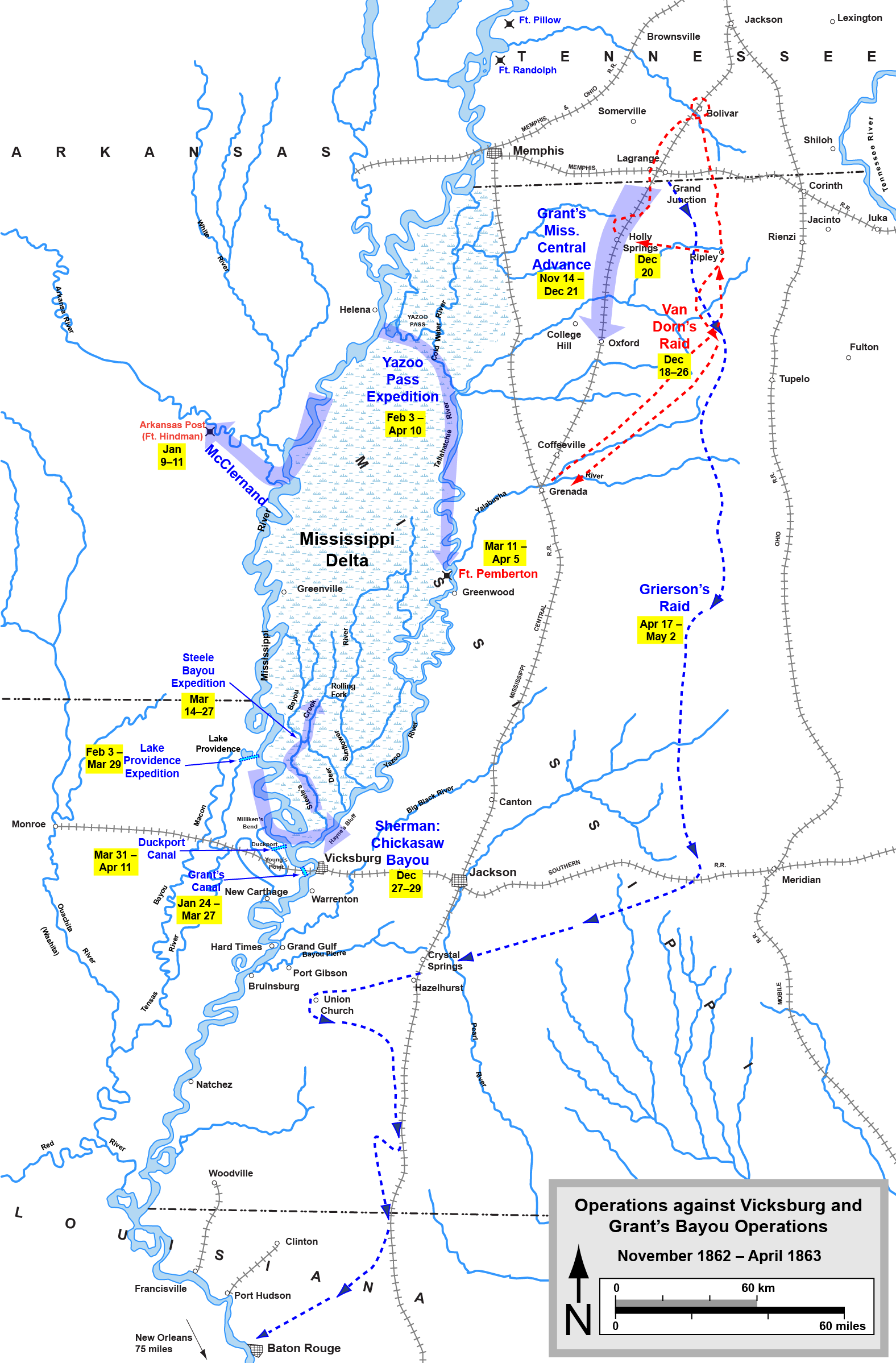
Griersons räd utmärks med en blå streckad linje på kartan.

Griersons räd var en diversionsmanöver under befäl av överste Benjamin Grierson, som genomfördes av en kavalleristyrka bakom sydstatsarméns linjer 17 april - 2 maj 1863. Syftet var att avleda fiendens uppmärksamhet från Grants operationer under belägringen av Vicksburg.

## Mål
Målet för räden var att avleda fiendens uppmärksamhet från vad Grants operationer utanför Vicksburg, framförallt hans försök att landsätta trupp nedströms staden. Det skulle se ut som man försökte skära av den nord-sydgående Mobile and Ohio-järnvägen, som var av vital betydelse för fiendens transporter av trupp, materiel och förnödenheter. Om tillfälle gavs skulle man också verkligen angripa järnvägen.

## Styrka
- 3 kavalleriregementen
- 1 tropp ridande artilleri
- Sammanlagd personalstyrka cirka 1 700 soldater [1]

## Genomförande

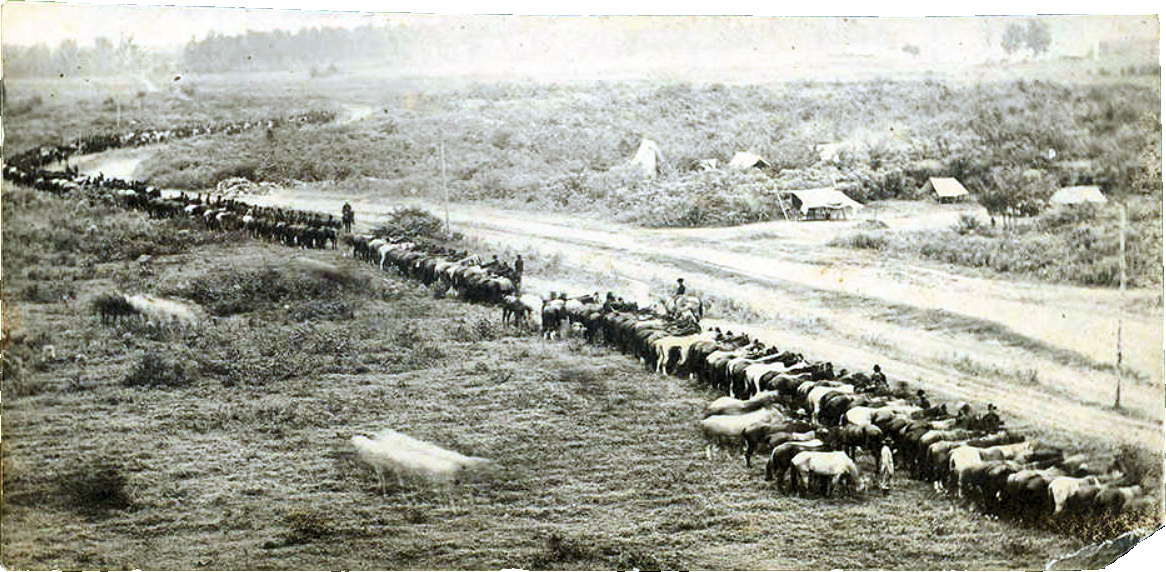
Griersons styrka mot slutet av räden. Fotografi taget av en konfedererad kunskapare.

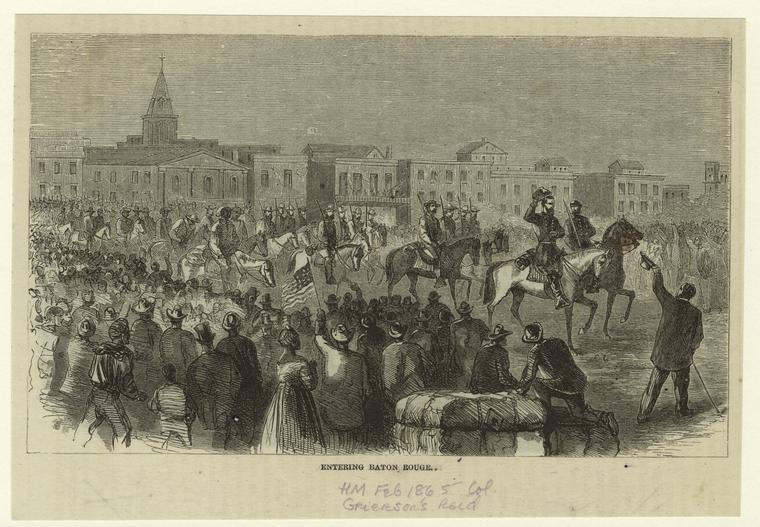
Griersons styrka rider in i Baton Rouge; samtida träsnitt.

Utgångspunkten för räden var strax söder om Memphis, Tennessee; slutpunkten Baton Rouge, Louisiana, som hölls av unionsarmén. Avståndet var cirka 950 kilometer. Den 18 april fick styrkan stridskänning med flera konfedererade förband, miliskavalleri och statstrupper från Mississippi. Den 20 april fick en trupp om cirka 175 kavallerister som visat tecken på sjukdom och svaghet försöka ta sig tillbaka till utgångspunkten tillsammans med de fångar som tagits den 18 april. De hade också som uppgift att vilseleda fienden till att tro att det var hela styrkan som retirerade. En mindre styrka sändes nästa dag fram mot järnvägslinjen för att dra till sig fiendens uppmärksamhet, för att sedan retirera norrut. Griersons huvudstyrka förföljdes av fientligt kavalleri som fick stridskontakt med dem den 24 april, men de lyckades lösgöra sig. Konfedererade trupper på väg mot Vicksburg fick nu order om omgruppera för att stoppa Griersons styrka. Fienden saknade pålitliga underrättelser och sydstatsarméns militärbefälhavare i Vicksburg, John C. Pemberton försökte genom telegrafiska order gruppera om sina trupper så att de skulle avskära de vägar som han trodde var mest sannolikt att styrkan skulle ta. Griersons spanare upptäckte ett planerat eldöverfall i styrkans väg och man red istället runt platsen innan man i en sista 28 timmar lång ritt nådde Baton Rouge.

## Resultat
Under räden dödade eller sårade Griersons styrka cirka etthundra fiender, tog cirka femhundra tillfånga (som frigavs mot hedersord), förstörde ungefär 100 km järnväg och telegraflinjer, tog och förstörde cirka tretusen gevär samt tog omkring ettusen hästar och mulor. De egna förlusterna var tre stupade, sju sårade och fem efterlämnade sjuka. Stora fientliga truppstyrkor användes i jakten på Grierson och hans män; trupper som inte kunde användas i försvaret av Vicksburg. Grants landsättning av trupp nedandför Vicksburg lyckades och belägringen av Vicksburg kunde inledas.